# いのちの環
いのちの環（いのちのわ）生長の家で発行されている月刊誌。三つある普及紙の一つ。日本教文社の発行。

## 概要
題目は「自然と人との調和を目指す」。2010年3月に休刊した「光の泉」の後継誌として2010年4月に創刊。創刊前の2009年11月には創刊準備号が発行された。
創刊に先立って、2009年10月には連動するウェブサイト「postingjoy」が開設され、本誌を含む普及誌の立ち読みと購入が可能となる。
価格は1冊215円、年間購読では3780円。海外送本は1冊371 円、年間購読は4080円（いずれも税・送料込）。他の普及誌と合わせて5冊以上申し込むと、送料の割引が受けられる。各地の生長の家教化部で申し込むと教化部受け取りが可能で、この場合は送料がかからない。

## 光の泉との相違点
本誌は、休刊した光の泉の後継として創刊されたが、創刊に際し、以下のような変更がなされた。
- 価格が185円から215円に変更
- 冒頭と巻末のみカラーページだったがだが、全ページカラーとなった
- ページ数の変更（76ページから68ページへ）
- 連動するウェブサイト「postingjoy」から投稿ページへの投稿が可能となった

## 創刊準備号
2009年11月に発行された創刊準備号は非売品で、生長の家の各組織の会員には同時に創刊される日時計24とリニューアルされる白鳩の2冊と合わせて送付された他、組織会員以外の光の泉の年間購読者には本誌のみ送付された。また、日本教文社のウェブサイトで電子版が無償公開され、同サイトで申し込むことで冊子を無償で請求できる。
創刊準備号の特集テーマは「自然と共に伸びる社会の実現へ」。創刊号で連載の第一回も掲載された。